# 1529年
| 千纪： | 2千纪 |
| 世纪： | 15世纪 \| 16世纪 \| 17世纪                                                                                 |
| 年代： | 1490年代 \| 1500年代 \| 1510年代 \| 1520年代 \| 1530年代 \| 1540年代 \| 1550年代                           |
| 年份： | 1524年 \| 1525年 \| 1526年 \| 1527年 \| 1528年 \| 1529年 \| 1530年 \| 1531年 \| 1532年 \| 1533年 \| 1534年 |
| 纪年： | 己丑年（牛年）；明嘉靖八年；越南明德三年；日本享祿二年                                                     |

## 大事记
- 旧瑞士邦联的新教与天主教州之间爆发第一次卡佩爾戰爭，在邦聯議事會的斡旋下和平結束。
- 印加帝國前任君主瓦伊納·卡帕克的兩個兒子瓦斯卡爾及阿塔瓦爾帕之間爆發印加內戰。
- 西班牙航海家发现马绍尔群岛。
- 乔治·阿格瑞克拉发现氟。
- 4月19日——在神聖羅馬帝國舉行的帝國議會中，少數反對派諸侯對於會議多数派通過的支持天主教壓制宗教改革運動的決議提出抗議，从此产生了「抗議宗」或「更正宗」（Protestant），即新教。
- 4月22日——西班牙和葡萄牙签署《薩拉戈薩条约》重新分割殖民地。
- 5月10日——鄂图曼帝国入侵匈牙利。
- 5月29日——巴巴羅薩·海雷丁帕夏從西班牙手中奪取阿爾及利亞的佩尼翁（Penon）要塞，使阿爾及利亞成為奧斯曼帝國一省。
- 7月26日——法蘭西斯克·皮薩羅獲得神聖羅馬皇帝查理五世征服印加帝國的批准。
- 8月3日——神圣罗马帝国皇帝查理五世与法国国王弗朗索瓦一世签署《康布雷條約》(the Treaty of Cambrai)
- 9月8日——鄂图曼帝国佔领布达。
- 9月27日——維也納之圍，鄂图曼帝国军队包围维也纳。
- 10月15日——維也納之圍，鄂图曼帝国放弃对维也纳的包围。

## 逝世
- 郭诩，明朝书画家，约逝世于1529年（出生于1456年）
- 王陽明，明朝思想家（出生于1472年）
- 7月25日楊廷和